# Miranda Sings

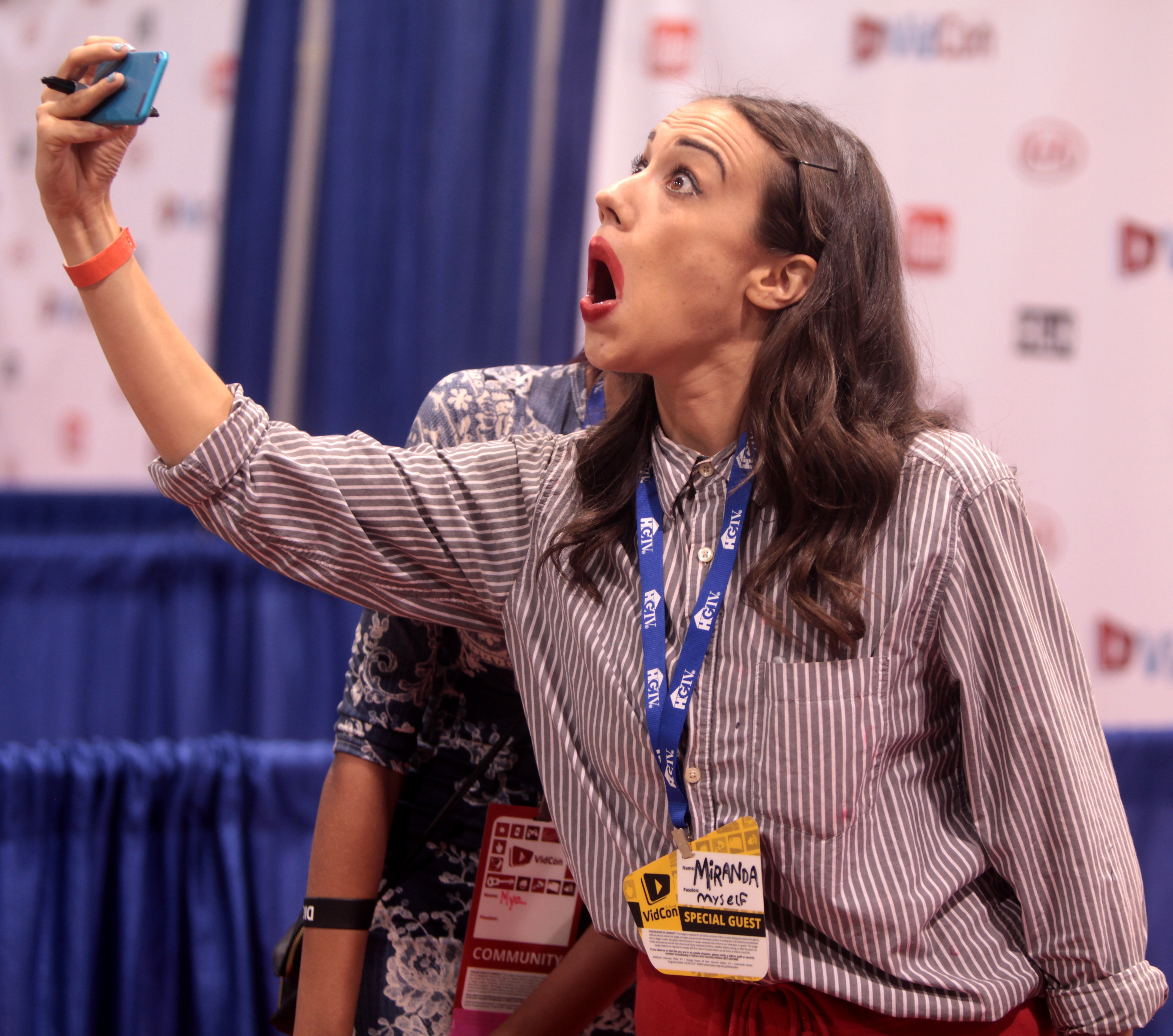
"Miranda Sings" no VidCon 2014

Miranda Sings é uma personagem fictícia, desenvolvida na Internet, criada em 2008 e interpretada pela comediante, atriz e personalidade do Youtube Colleen Ballinger. Ballinger exibe vídeos da sua personagem comicamente sem talento, egoísta e peculiar no seu canal de YouTube. Nestes vídeos, a excêntrica, narcisista, mas cativante personagem canta e dança mal, dá ineptos "tutoriais", relata as suas atividades diárias, fala de acontecimentos atuais que muitas das vezes não compreende, colabora com outros YouTubers, e reclama dos seus críticos, lendo mensagens de ódio direcionadas ao personagem nas redes sociais; ela responde a eles com o seu slogan: "Haters Back Off!"
Sua série está disponível na Netflix, cujo já tem sua primeira e segunda temporada. (Haters Back Off)
.